# Maksymiwka (obwód doniecki)
Maksymiwka (ukr. Максимівка) – wieś na Ukrainie, w obwodzie donieckim, w rejonie wołnowaskim, w hromadzie Wuhłedar. W 2001 liczyła 793 mieszkańców.